# Окуловский краеведческий музей им. Н. Н. Миклухо-Маклая
Окуловский краеведческий музей им. Н. Н. Миклухо-Маклая — музей истории местного края, расположенный в городе Окуловка Новгородской области. Является филиалом муниципального бюджетного учреждения культуры «Межпоселенческий культурно-краеведческий Центр Окуловского муниципального района». Размещается в бывшем здании Коммерческого училища (объект культурного наследия России регионального значения) на улице Кирова, дом 9.

## О музее
Основан в 1980 году. Изначально задумывался как Окуловский филиал Новгородского государственного объединённого музея-заповедника, однако, по решению Окуловского районного Совета народных депутатов, 27 января 1983 года музей открылся в статусе общественного.
С 1983 по 1996 год музей существовал на общественных началах и размещался в бывшем доме купца Ивана Соина. Все экспонаты музея были собраны местными краеведами. Первым директором музея (с 1983 по 1993 год) стал краевед и меценат Леонард Эдуардович Бриккер.
В 1996 году, к 150-летней годовщине со дня рождения Н. Н. Миклухо-Маклая, при комитете культуры и кино Окуловского района была создана постоянно действующая экспозиция, посвящённая памяти великого учёного. На открытии обновлённого музея  присутствовали гости из Австралии и Финляндии, учёные и родственники путешественника. 
В июле 2001 года музею было присвоено имя Николая Миклухо-Маклая, родившегося на Окуловской земле в селе Языково-Рождественское. Учредителем музея является муниципальное образование «Окуловский муниципальный район».
Сегодня в музее открыта постоянная экспозиция, в которой выделены следующие темы: «Николай Миклухо-Маклай – наш земляк», «Рерихи на Новгородской земле», «Имя в истории края», «Немая память войны», «Крестьянский быт».
В экспозиции «Николай Миклухо-Маклай – наш земляк» представлены экспонаты, переданные в дар музею учёными из Русского географического общества, Кунсткамеры, родственниками путешественника и гостями ежегодных традиционных Маклаевских чтений, проходяших в Окуловке. 
В экспозиции «Уездное дворянство» представлен интерьер гостиной господского дома, характерный для конца XIX — начала XX века, с подлинной мебелью семьи Стасовых из села Языково-Рождественское и Фёдора Ивановича Шаца, владевшего усадьбой «Новинка» на территории Окуловки. 
Отдельная экспозиция музея рассказывает о пребывании на Окуловской земле семьи Рерихов: карта-схема рериховских мест Новгородской области, копии архивных документов, фотографии (в том числе и фотография Рерихов на раскопках в Новгородской губернии), список учащихся гимназии, в которой учился Юрий Николаевич Рерих, родившийся в Окуловке.
В музее регулярно организуются выставки, проводятся тематические мероприятия для взрослых и детей, проходит акция «Ночь музеев» и «Ночь искусств».

## Внешние видеофайлы
- Окуловский краеведческий музей им. Н.Н. Миклухо-Маклая // Фонд им. Миклухо-Маклая (Maclay Foundation)
- Урок искусства «Рерихи на Окуловской земле». Окуловский краеведческий музей имени Н.Н.Миклухо-Маклая // Держава Рериха. 2022. 7 сентября.